# Quỹ hoán đổi danh mục
Quỹ hoán đổi danh mục (tiếng Anh: Exchange-traded fund) là một quỹ đầu tư mô phỏng biến động của chỉ số chứng khoán hoặc trái phiếu. Quỹ hoán đổi danh mục thường do các sở giao dịch chứng khoán niêm yết, tương tự như một dạng cổ phiếu. Đây được xem là một phương thức đầu tư thụ động. Bên cạnh một số ưu điểm thì quỹ này cũng tồn tại khá nhiều rủi ro.